# Ropalidia minor
Ropalidia minor är en getingart som beskrevs av Henri Saussure 1900. Ropalidia minor ingår i släktet Ropalidia och familjen getingar. Inga underarter finns listade i Catalogue of Life.